# 天璇增八
大熊座44，又名BD+55 1418，HD 94247、SAO 27815、HR 4246，是大熊座的一颗恒星，视星等为5.1，位于銀經152.85，銀緯55.15，其B1900.0坐标为赤經10h 47m 31.2s，赤緯+55° 55.15′ 0″。